# Unnur Birna Vilhjálmsdóttir
Unnur Birna Vilhjálmsdóttir (* 25. května 1984 v Reykjavíku, Island) je Miss Islandu pro rok 2005. V prosince 2005 se stala Miss World, historicky třetí z Islandu. Předcházejícími krajankami, které dosáhly na tuto korunku, byly Hólmfríður Karlsdóttir (1985) a Linda Pétursdóttir (1988).